# Gōdō gaisha
Una empresa Gōdō gaisha (合同会社?), o godo kaisha, abreviado GK, es un tipo de organización empresarial en Japón basada en el modelo de la compañía de responsabilidad limitada estadounidense (LLC). Es un tipo de mochibun kaisha (corporación que tiene una estructura interna simplificada como la de una sociedad colectiva) que se distingue por ofrecer responsabilidad limitada para todos los inversores.

## Inicio
El término Gōdō gaisha fue introducida por la Ley de Sociedades de Japón, que entró en vigor el 1 de mayo de 2006.

## Estructura básica
Un GK está formado por artículos de incorporación (定款, teikan) firmado entre sus inversores, llamó miembros (社員, shain). Cada miembro puede aportar una contribución de capital en forma de dinero o bienes. Los créditos y las promesas de prestación de servicios no son una consideración válida para la participación en un GK.
Tras la ratificación del acuerdo, los estatutos y el sello corporativo de GK deben registrarse en la  Agencia de Asuntos Legales (法務局, hōmukyoku). Una vez que la oficina procesa el registro, la empresa puede abrir una cuenta bancaria, sellar contratos y realizar otras actividades como entidad legal.
Los miembros pueden, ya sea en el acuerdo o de conformidad con el acuerdo, elegir un gerente (執行社員, shikkō shain) de entre sus filas. Este gerente puede ser un individuo o una corporación; sin embargo, los gerentes corporativos deben nombrar a un gerente funcional (業務執行社員, gyōmu shikkō shain) para que realice las tareas de administración reales.
Las obligaciones legales de los gerentes de GK son muy similares a las obligaciones legales de los directores de KK. Los miembros de GK pueden demandar a los gerentes de la misma manera que los accionistas de KK pueden demandar a los directores en nombre de la empresa.
Una GK puede convertirse en KK con el consentimiento unánime de todos sus miembros.

## Distinguiendo características
Lo siguiente distingue al godo gaisha del kabushiki gaisha:
- Todos los miembros deben dar su consentimiento para la modificación de los estatutos, a menos que éstos dispongan lo contrario. (En un KK, sólo se requiere una mayoría absoluta de accionistas).
- Todos los miembros deben dar su consentimiento a cualquier transferencia de propiedad, a menos que los artículos de incorporación dispongan lo contrario. (En un KK, la transferencia de acciones es ilimitada por defecto).
- Todos los miembros son representantes de la empresa por defecto, a menos que se hayan nombrado gerentes. (En un KK, sólo el Director Representante representa a la empresa).
- Las decisiones comerciales importantes (como la venta de grandes activos o la liquidación de la empresa) pueden tomarse de manera informal. (En un KK, las resoluciones de los accionistas y las reuniones del consejo de administración son a menudo necesarias para tales decisiones).
- Los miembros pueden invertir cualquier tipo de activo a cambio de sus intereses. (En un KK, las contribuciones no monetarias requieren una tasación supervisada por un tribunal).
- Dado que los KK requerían tradicionalmente una mayor inversión de capital y de procedimiento, los GK no tenían inicialmente el mismo nivel de prestigio. Eso ha cambiado con muchas grandes empresas, incluyendo Apple, ExxonMobil y Amazon, que han optado por los GK en Japón.

## Impuestos
Las GK se gravan como sociedades anónimas según la legislación japonesa: los beneficios de la empresa se gravan a los tipos del impuesto de sociedades, y los dividendos se gravan a tipos impositivos individuales.
A finales de 2005, tras la aprobación de la Ley de Compañías de Japón, el Ministerio de Economía, Comercio e Industria presionó al Ministerio de Finanzas para que tratara a los GK como "entidades de traspaso" en las que sólo se gravarían las ganancias de las compañías. Sin embargo, el Ministerio de Finanzas se negó a permitir dicho tratamiento. Como resultado, se espera que muchas nuevas empresas utilicen la forma comercial más prestigiosa de KK en lugar de la forma comercial de GK, especialmente dada la menor regulación de los KK con arreglo a la nueva ley. El único negocio de responsabilidad limitada que recibe tratamiento fiscal de transferencia en Japón es la sociedad de responsabilidad limitada.
Según la legislación fiscal de los Estados Unidos, los gōdō gaisha no están clasificados como sociedades y, por lo tanto, pueden optar por una clasificación de entidad: un GK de un solo miembro puede ser tratado como una extensión de su miembro y un GK de varios miembros puede seguir las normas fiscales para las sociedades de personas.